# Vila Jacuí
Vila Jacuí es un distrito ubicado en la zona este de la ciudad de Sao Paulo, Brasil. Administrativamente pertenece a la subprefectura de São Miguel Paulista. 

## Distritos limítrofes
- Municipio de Guarulhos (norte).
- São Miguel Paulista (este).
- Itaquera (sur).
- Ponte Rasa y Ermelino Matarazzo (oeste).